# Костанєвиця (Шентруперт)
Костанєвиця (словен. Kostanjevica) — поселення в общині Шентруперт, регіон Південно-Східна Словенія, Словенія.